# Porc xato murcià
El porc xato murcià és una raça de porc autòctona del sud del País Valencià i de la Regió de Múrcia i sembla que la seua presència a terres valencianes ve donada per la porositat de la frontera d'aquestes dues terres.
A la costa mediterrània peninsular existia a finals del segle xix un porc negre del tronc ibèric del qual es coneixien dues varietats: Gabana i pintada. Aquests porcs resultaven extremadament rústics i eren alimentats amb subproductes del camp i de l'horta, encara que el seu creixement resultava massa lent i les seues ventrades molt curtes.
A principis de segle xx els corrents modernistes es van introduir sementals de races millorades de porc com la York, la Berkshire o l'Alderney que en cobrir les nostres truges van donar lloc a l'aparició d'uns nous porcs que es van denominar pel seu perfil ultra-còncau xatos. El color de la capa d'aquests porcs era blanc o negre, en funció del fet que en els seus gens predominés la influència d'una o altra raça millorant. Aquests porcs xatos resultaven de creixement més gran que els autòctons, transformaven millor els aliments que se'ls donava i tenien ventrades més nombroses, de manera que els van substituir en les preferències dels ramaders.
A la nostra terra, aquests porcs xatos, també anomenats marranos, xinesos, cochinos o garrins, van formar part important de la dieta d'hortolans i pagesos durant la primera meitat del segle passat. Aquest generós animal, alimentat amb restes de la cuina i subproductes de l'horta i el camp, i lligat per la pota la majoria de les vegades a un arbre, constituïa el rebost de carn i embotits que, en les èpoques d'escassetat d'altres aliments, fonamentalment en l'hivern, constituïen aquesta aportació imprescindible de proteïnes de qualitat i de greixos d'alt poder calòric.
No obstant això, els nous reis de la ramaderia porcina van gaudir d'una glòria efímera, perquè en la dècada dels anys cinquanta noves races millorades 'americanes', que tenien un creixement muscular encara més ràpid i, sobretot, amb pocs dipòsits grassos (Landrace, Large White o Duroc, entre altres) pràcticament esborraren del mapa ramader als nostres xatos.
Afortunadament, en els últims anys, els xatos murcians han passat d'estar en perill d'extinció a trobar-se en fase de franca recuperació gràcies a l'interès que han despertat les possibilitats que atresoren en la seua genètica com a portadors de caràcters millorants de la qualitat de la carn, principalment del seu engreixament i suculència o de la seua resistència a les malalties.